# Bovinae
Die Bovinae sind eine Unterfamilie der Hornträger (Bovidae). Sie umfassen hauptsächlich die im Deutschen als Rinder und Waldböcke bezeichneten Tiere.

## Allgemeines
Es handelt sich um relativ große Tiere, wobei die größten Arten ein Gewicht von über 1000 Kilogramm erreichen können. Die Männchen (Bullen) sind oft deutlich größer als die Weibchen (Kühe, Jungtiere sind Kälber) und tragen glatte Hörner. Bei einigen Gruppen (wie den Rindern und den Elenantilopen) haben auch die Kühe Hörner – diese sind aber kleiner. Die für viele Hornträger typischen Drüsen unter den Augen oder zwischen den Zehen fehlen ihnen, stattdessen besitzen sie charakteristische Duftdrüsen an den Afterklauen der Hinterbeine. Die allgemeine Zahnformel lautet: 
| — — —    | —  | P2 P3 P4 | M1 M2 M3 |
| I1 I2 I3 | C1 | P2 P3 P4 | M1 M2 M3 |

.
Die Tiere dieser Gruppe sind in Eurasien, Afrika und Nordamerika beheimatet. Einige Arten wurden domestiziert und sind heute bedeutende Nutztiere, viele wildlebende Arten jedoch in ihrem Bestand bedroht.

## Systematik

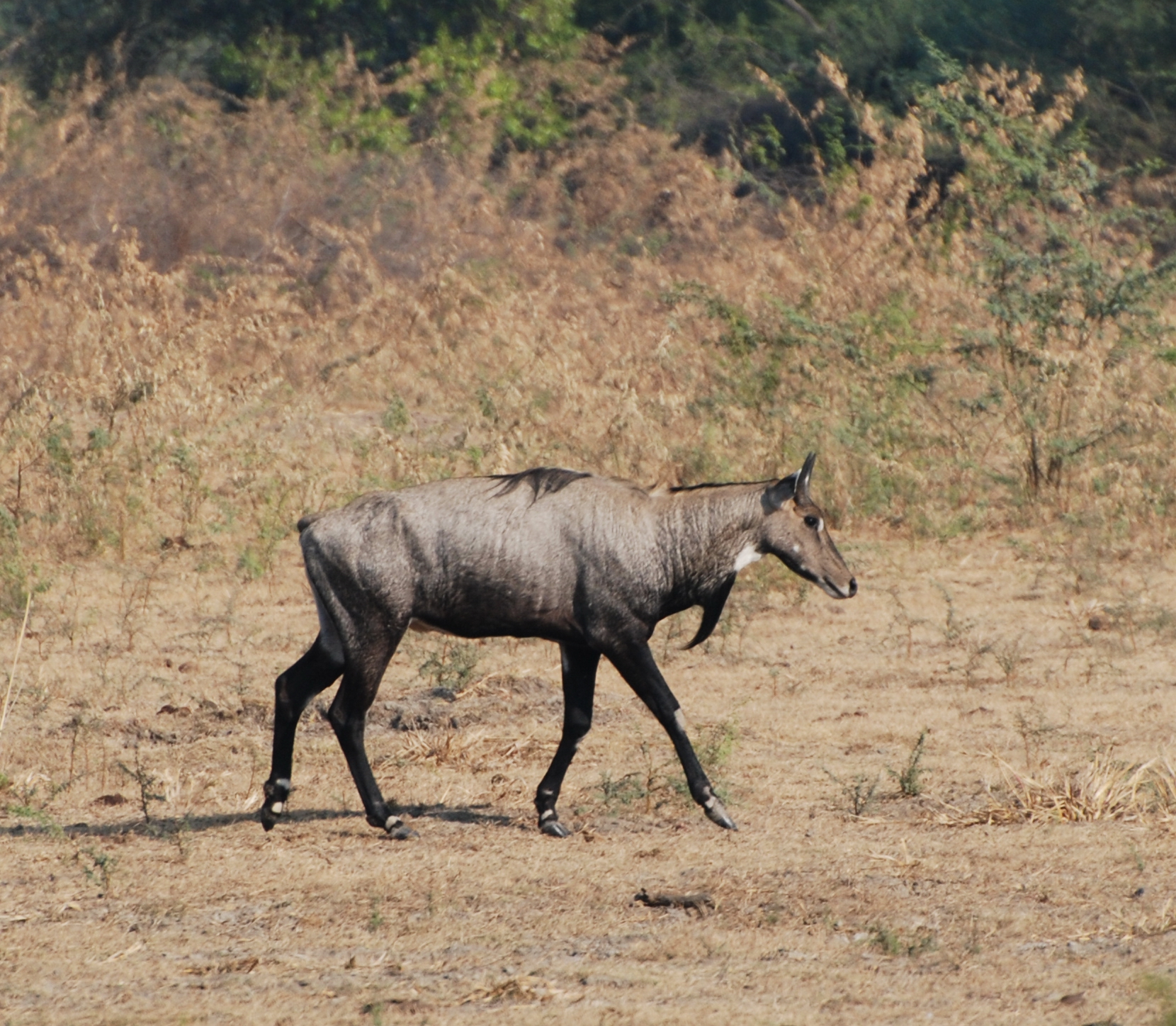
Nilgauantilope (Boselaphus tragocamelus)

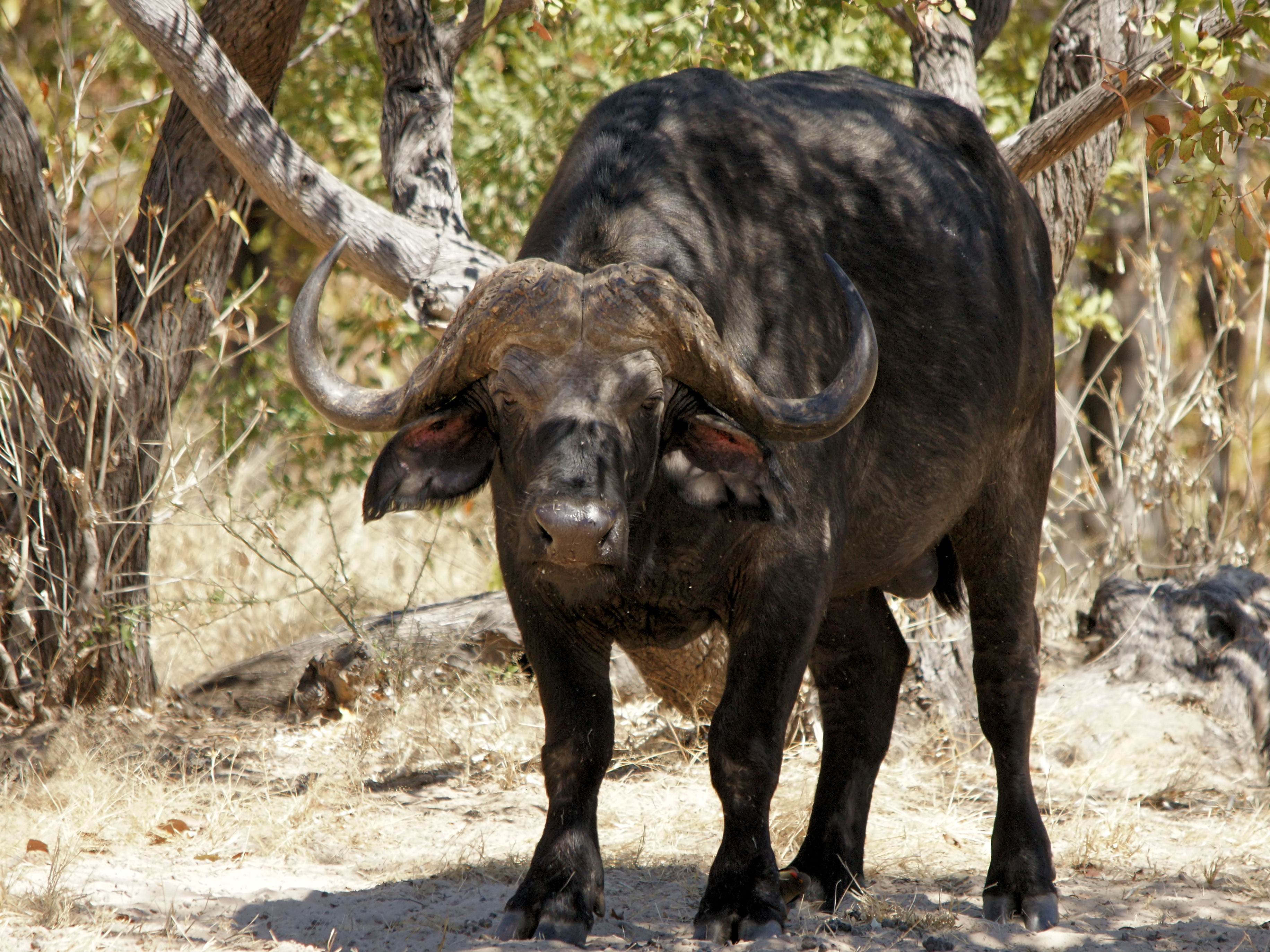
Kaffernbüffel (Syncerus caffer)

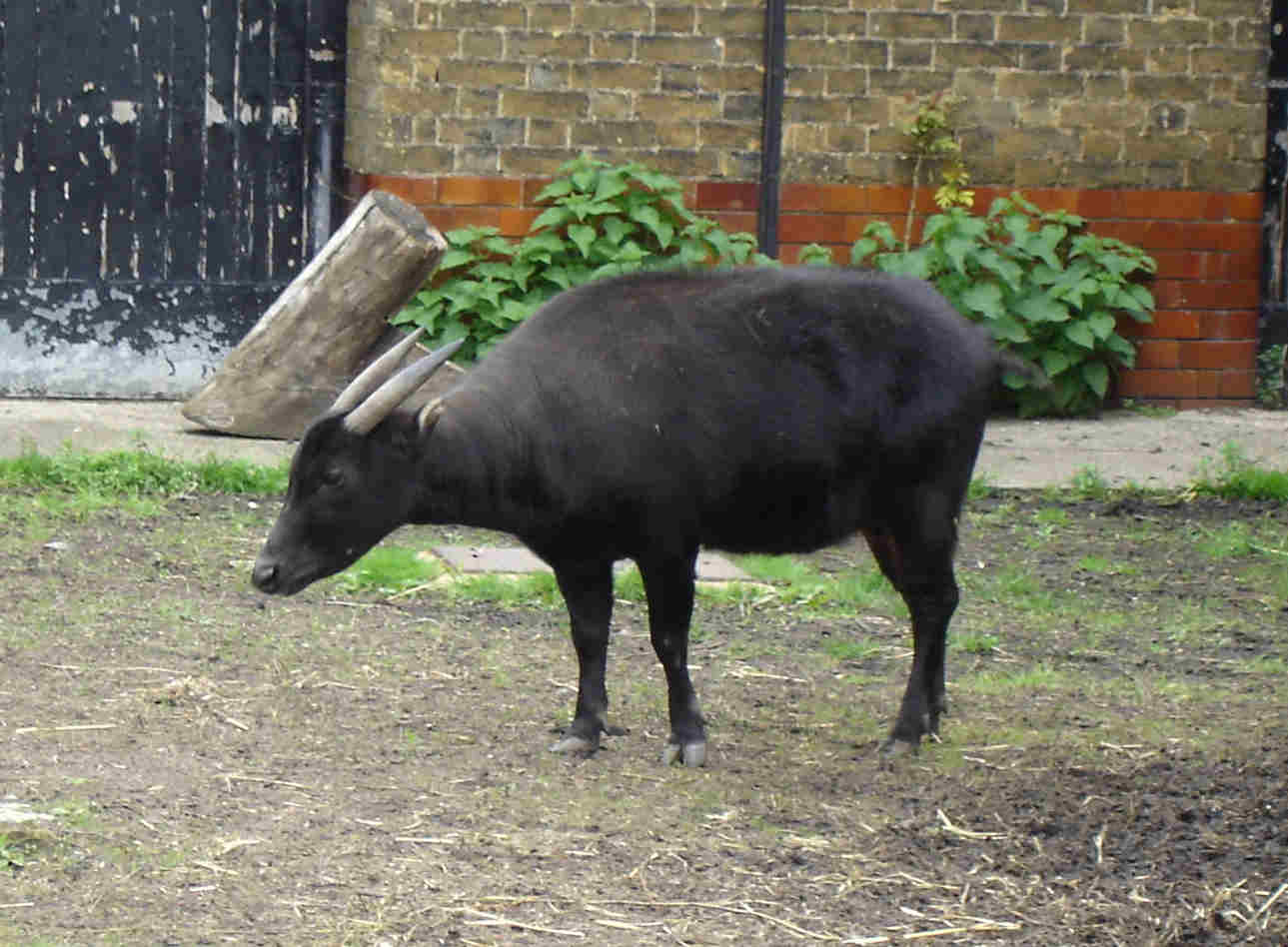
Tiefland-Anoa (Bubalus depressicornis)

Folgende Triben, Gattungen und Arten werden unterschieden:
- Unterfamilie Bovinae Gray, 1821 („Waldböcke“ und Rinder)

- Tribus Bovini Gray, 1821

- Gattung Eigentliche Rinder (Bos Linnaeus, 1758)

- Amerikanischer Bison (Bos bison Linnaeus, 1758; auch Bison bison)
- Wisent (Bos bonasus Linnaeus, 1758; auch Bison bonasus)
- † Bergwisent (Bos caucasicus Satunin, 1904; auch Bison caucasicus)
- Gaur (Bos gaurus C. H. Smith, 1827); aus dieser Art wurde der Gayal (Bos frontalis) domestiziert
- Banteng (Bos javanicus d’Alton, 1823); aus dieser Art wurde das Balirind domestiziert
- Yak (Bos mutus Przewalski, 1883); aus dieser Art wurde die Haustierform Bos grunniens domestiziert
- † Auerochse (Bos primigenius Bojanus, 1827); aus dieser Art wurde das Hausrind (Bos taurus) und das Zebu (Bos indicus) domestiziert
- Kouprey (Bos sauveli Urbain, 1937)

- Gattung Asiatische Büffel (Bubalus C. H. Smith, 1827)

- Wasserbüffel oder Arni (Bubalus arnee (Kerr, 1792)); aus dieser Art wurde die Haustierform Bubalus bubalis domestiziert
- Tiefland-Anoa oder Anoa (Bubalus depressicornis (C. H. Smith, 1827))
- Tamarau oder Mindoro-Büffel (Bubalus mindorensis Heude, 1888)
- Berg-Anoa (Bubalus quarlesi (Ouwens, 1910)); die Art ist nicht allgemein anerkannt und wird in der Regel zusammen mit dem Tiefland-Anoa geführt

- Gattung Syncerus Hodgson, 1847

- Sudan-Büffel (Syncerus brachyceros (Gray, 1837))
- Kaffernbüffel (Syncerus caffer (Sparrman, 1779))
- Virunga-Büffel (Syncerus matthewsi (Lydekker, 1904))
- Rotbüffel (Syncerus nanus (Boddaert, 1785))

- Gattung Pseudoryx Dung, Giao, Chinh, Tuoc, Arctander & MacKinnon, 1993

- Saola oder Vietnamesisches Waldrind (Pseudoryx nghetinhensis Dung, Giao, Chinh, Tuoc, Arctander & MacKinnon, 1993)

- Tribus Boselaphini Knottnerus-Meyer, 1907

- Gattung Tetracerus Geoffroy Saint Hilaire & F. Cuvier, 1824

- Vierhornantilope (Tetracerus quadricornis (de Blainville, 1816))

- Gattung Boselaphus de Blainville, 1816

- Nilgauantilope (Boselaphus tragocamelus (Pallas, 1766))

- Tribus Tragelaphini Jerdon, 1874

- Gattung Nyala Heller, 1912

- Nyala oder Flachland-Nyala (Nyala angasii (Angas, 1849))

- Gattung Tragelaphus de Blainville, 1816

- Sudan-Schirrantilope (Tragelaphus bor Heuglin, 1877)
- Bergnyala (Tragelaphus buxtoni (Lydekker, 1910))
- Äthiopien-Schirrantilope (Tragelaphus decula (Rüppell, 1835))
- Bongo (Tragelaphus eurycerus (Ogilby, 1837))
- Ostküsten-Schirrantilope (Tragelaphus fasciatus Pocock, 1900)
- Westliche Sitatunga (Tragelaphus gratus Sclater, 1880)
- Nil-Sitatunga (Tragelaphus larkenii (St. Leger, 1931))
- Hochland-Schirrantilope (Tragelaphus meneliki Neumann, 1902)
- Sambia-Schirrantilope (Tragelaphus ornatus Pocock, 1900)
- Kongo-Schirrantilope (Tragelaphus phaleratus (C. H. Smith, 1827))
- Senegal-Schirrantilope (Tragelaphus scriptus (Pallas, 1766))
- Sambesi-Sitatunga (Tragelaphus selousi Rothschild, 1898)
- Sitatunga oder Wasserkudu und Ostafrika-Sitatunga (Tragelaphus spekii Speke, 1863)
- Südliche Schirrantilope (Tragelaphus sylvaticus (Sparrman, 1780))
- Nikose-Situnga (Tragelaphus sylvestris (Meinertzhagen, 1916))

- Gattung Ammelaphus Heller, 1912

- Südlicher Kleinkudu (Ammelaphus australis Heller, 1913)
- Kleiner Kudu oder Nördlicher Kleinkudu (Ammelaphus imberbis (Blyth, 1869))

- Gattung Strepsiceros C. H. Smith, 1827

- Nördlicher Großkudu (Strepsiceros chora (Cretzschmar, 1826))
- Westlicher Großkudu (Strepsiceros cottoni Dollman & Burlace, 1928)
- Kap-Großkudu (Strepsiceros strepsiceros (Pallas, 1766))
- Sambesi-Großkudu (Strepsiceros zambesiensis Lorentz, 1894)

- Gattung Elenantilopen (Taurotragus Wagner, 1855)

- Riesen-Elenantilope (Taurotragus derbianus (Gray, 1847))
- Elenantilope (Taurotragus oryx (Pallas, 1766))

Boselaphini und Tragelaphini werden als „Waldböcke“ bezeichnet. Da aber die Boselaphini vermutlich das Schwestertaxon aller übrigen Bovinae sind, sind die Waldböcke paraphyletisch.